# 茨城県立鉾田農業高等学校
茨城県立鉾田農業高等学校（いばらきけんりつ ほこたのうぎょうこうとうがっこう）は、かつて茨城県鉾田市徳宿に所在した茨城県立の農業高等学校。

## 沿革
- 1969年4月1日 開校。茨城県立鉾田第一高等学校内に仮校舎を設置[1]。
- 1970年2月 校舎が完成し、移転。
- 2017年10月1日 茨城県立鉾田第二高等学校との統合による（新）茨城県立鉾田第二高等学校開校。
- 2018年4月1日 募集停止。（新）茨城県立鉾田第二高等学校農業科・食品技術科の募集を開始。
- 2020年3月31日 閉校。